# Kfar Jechezkel
Kfar Jechezkel (hebrejsky כְּפַר יְחֶזְקֵאל‎, doslova „Jechezkelova vesnice“, anglicky Kfar Yehezkel, v oficiálním seznamu sídel Kefar Yehezqel) je vesnice typu mošav v Izraeli, v Severním distriktu, v Oblastní radě Gilboa.

## Geografie
Leží v nadmořské výšce 11 metrů na pomezí intenzivně zemědělsky obdělávaného Charodského údolí a náhorní planiny Ramot Isachar, ze které podél východní strany vesnice stéká do údolí vádí Nachal Šejzafim. Jižně od obce začíná zcela rovinaté Charodské údolí s četnými umělými vodními nádržemi. Protéká jím vádí Nachal Charod, do kterého tu zprava ústí vádí Nachal Navot a Nachal Nurit.
Vesnice je situována 25 kilometrů jihozápadně od Galilejského jezera, 20 kilometrů západně od řeky Jordánu, cca 8 kilometrů jihovýchodně od města Afula, cca 78 kilometrů severovýchodně od centra Tel Avivu a cca 45 kilometrů jihovýchodně od centra Haify. Kfar Jechezkel obývají Židé, přičemž osídlení v tomto regionu je ryze židovské. Se sousední vesnicí Geva vytváří Kfar Jechezkel souvislou aglomeraci.
Kfar Jechezkel je na dopravní síť napojen pomocí dálnice číslo 71. Jižně od vesnice vede železniční trať v Jizre'elském údolí, zrušená roku 1948 a obnovená po nákladné rekonstrukci roku 2016. Nemá zde ovšem stanici.

## Dějiny
Kfar Jechezkel byl založen v roce 1921. Během 100 dnů tehdy v tomto regionu vznikly první tři židovské osady. Kromě Kfar Jechezkel ještě Tel Josef a Ejn Charod (další vesnice Nahalal tehdy vznikla v západní části Jizre'elského údolí). Šlo o bažinatou krajinu, ve které se kromě nepočetné populace arabských zemědělců rozkládaly jen močály a kterou obývala stáda vodních buvolů.
Zakladateli mošavu byli Židé, kteří do Palestiny přišli v rámci druhé aliji a kteří byli napojeni na organizaci Poalej Cijon. Osadníci si zpočátku mohli vybrat mezi touto lokalitou a místem poblíž Haify, kde dnes stojí kibuc Jagur. Úmyslně prý zvolili toto místo, dále od civilizace. Původně se osada nazývala Ejn Tiv'on (עין טבעון‎), podle sousedního sladkovodního pramene. Později přejmenována podle Jechezkela Sassoona – iráckého politika židovského původu. Sassoonova rodina poskytla peníze na výkup pozemků v této oblasti do židovského vlastnictví.
Roku 1949 měla vesnice 478 obyvatel a rozlohu katastrálního území 6000 dunamů (6 kilometrů čtverečních).
Ekonomika obce je stále zčásti založena na zemědělství (80 farem), dále na službách a turistickém ruchu. Během ekonomické krize izraelských mošavů se Kfar Jechezkel bavil větší části kolektivního hospodaření. V obci funguje synagoga, zdravotní středisko, plavecký bazén, obchod a sportovní areály.

## Demografie
Obyvatelstvo mošavu Kfar Jechezkel je sekulární. Podle údajů z roku 2014 tvořili naprostou většinu obyvatel v Kfar Jechezkel Židé (včetně statistické kategorie "ostatní", která zahrnuje nearabské obyvatele židovského původu ale bez formální příslušnosti k židovskému náboženství).
Jde o menší sídlo vesnického typu s dlouhodobě rostoucí populací. K 31. prosinci 2014 zde žilo 1127 lidí. Během roku 2014 populace stoupla o 3,3 %.
| Rok            | 1948 | 1949 | 1961 | 1972 | 1983 | 1995 | 2001 | 2003 | 2004 | 2005 | 2006 | 2007 | 2008 | 2009 | 2010 | 2011 | 2012 | 2013 | 2014 |
| -------------- | ---- | ---- | ---- | ---- | ---- | ---- | ---- | ---- | ---- | ---- | ---- | ---- | ---- | ---- | ---- | ---- | ---- | ---- | ---- |
| Počet obyvatel | 474  | 478  | 537  | 420  | 529  | 603  | 596  | 624  | 641  | 654  | 723  | 755  | 791  | 856  | 938  | 1005 | 1089 | 1091 | 1127 |